# Championnat de France de rugby à XV de 2e division 1996-1997
Navigation
2e division 1995-1996 2e division 1997-1998
Le championnat de France de rugby à XV de 2e division 1995-1996 appelé 2e division est l'antichambre de la première division, le Elite 1. La compétition de déroule de septembre 1995 au 9 juin 1996.
En raison des ajustements et de la réduction du nombre de club de la première division, un échelon supplémentaire est ajouté, la 1re division B. Le championnat de 2e division est ainsi provisoirement, et jusqu'en 1997, placé au 3e échelon de la hiérarchie du rugby en France.

## Première phase
Les équipes sont listées dans leur ordre de classement à l'issue de la phase qualificative. Le nom des équipes qualifiées pour les 16e de finale est en gras, les reléguées en italique.
| 1. Mont de Marsan 2. SA Hagetmau 3. Bizanos 4. US Fumel Libos 5. US Salles 6. SA Saint Sever 7. SA Mauléon 8. Nérac 9. Villeneuve de Marsan 10. Linxe 11. Mugron 12. Gujan Mestras 13. Grignols 14. Arudy | 1. Montréjeau 2. Morlaàs 3. Boucau Tarnos 4. Mouguerre 5. Nogaro 6. Saint Gaudens 7. Orthez 8. Pont Long 9. Pontacq 10. Vic en Bigorre 11. Adé 12. Cazères 13. Miélan 14. Stade hendayais |  |
| - Bédarrides - Bellegarde Coupy - Domont - La Valette - USA Limoges - SO Millau - Moissac - Pontarlier - SC Pamiers - Sérignan - Tours - US Bergerac - AS Saint Junien - ASPTT Arras - Bobigny - Bourges AC - CA Sarlat - Compiègne - Fleurance - Gaillac - Grenade Sports - La Voulte sportif - Langon - Lormont - Martigues Port de Bouc - Mende Lozère - Riom - Saint Marcellin Sport - SC Royannais - SC Tulle - Six Fours - Stade poitevin - Tricastin - US Quillan - Valence sportif - Vierzon - AC Boulogne-Billancourt - RC Hyères - US Métro - Voiron - Bièvre Saint Geoirs - Vinay | |  |

## Phase finale

### Quarts de finale
| Équipe 1    | Équipe 2       | Résultat |
| ----------- | -------------- | -------- |
| SC Pamiers  | Mont de Marsan | 17-16    |
| US Tours    | Bédarrides     | 31-22    |
| SO Millau   | Sérignan       | 21-11    |
| USA Limoges | US Bergerac    | 31-18    |

### Demi-finale
| Équipe 1    | Équipe 2   | Résultat |
| ----------- | ---------- | -------- |
| US Tours    | SC Pamiers | 1816     |
| USA Limoges | SO Millau  | 17-9     |

### Finale
| Équipe 1 | Équipe 2    | Résultat |
| -------- | ----------- | -------- |
| US Tours | USA Limoges | 26-20    |